# TinaR
TinaR este o companie de retail de îmbrăcăminte din România deținută de oamenii de afaceri Rareș Jianu și Iulia Stoica.
Compania are o rețea de 17 magazine, dintre care 11 sunt în București.
Număr de angajați în 2009: 150
Cifra de afaceri în 2008: 6,8 milioane euro